# Peter Erskine
Peter Erskine (Somers Point, New Jersey, 1954. június 5. –) jazz dobosként és zeneszerzőként vált világhírűvé. Nemcsak állandó együttesei voltak, hanem stúdiózenészként is rengeteg jazz-albumon vett részt vendégzenészként. Az amerikai jazz és jazz rock jelentős képviselőivel játszott együtt. Doboktató anyagai könyv, mozgókép (video, DVD) és online változatokban is terjednek. Ma a Dél-kaliforniai Egyetem Thornton School of Music intézetében tanít (Los Angelesben).
Négyévesen kezdett dobolni. Diplomáját a michigani Interlochen Művészeti Akadémián szerezte, majd ütőhangszereket tanult az indianai egyetemen. 1972-ben csatlakozott a Stan Kenton Orchestra zenekarhoz. 1975-től 1977-ig Maynard Ferguson, majd 1978-tól a Weather Report dobosa. A legjobb basszusgitárosok között számon tartott Jaco Pastoriusszal egy rendkívül erős ritmusszekciót alkottak. 1979-től egyre gyakrabban kérték fel vendégszereplésre más zenekarok.
1981-től – bár még működött a Weather Report is – Pastoriusszal a Word of Mouth big bandben játszott. Ezután a Steps Ahead következett, amellyel egy időben több más big band zenéjén is közreműködött, a Bob Mintzer Big Bandben is, amely a modern big band jazz és funk egyik jelentős képviselője.
Kate Bush 2005-ös albumán Erskine és Eberhard Weber basszusgitáros alkotják a ritmusszekciót. Diana Krall, Eliane Elias, Queen Latifah és Linda Ronstadt is Erskinet választották zenéjükhöz. Játékstílusa mindannyiuknak megfelelt, hiszen nagy dinamikus spektrummal és nagyon tág zenei stíluskörnyezetben tud maradandót alkotni, széles műfajskálán mozog.

## Diszkográfia
- 1982 Peter Erskine (Contemporary/OJC)
- 1987 Transition (Denon)
- 1988 Motion Poet (Denon)
- 1989 Aurora (Denon)
- 1990 Big Theatre (ah um)
- 1991 Sweet Soul (Fuzzy Music)
- 1992 You Never Know (ECM)
- 1993 Time Being (ECM)
- 1994 History of the Drum (Interworld)
- 1995 As It Is (ECM)
- 1995 From Kenton to Now (Fuzzy Music)
- 1998 Lava Jazz (Fuzzy Music)
- 1998 Behind Closed Doors, Vol. 1 (Fuzzy Music)
- 1999 Juni (ECM)
- 2000 Live at Rocco (Fuzzy Music)
- 2002 Badlands (Fuzzy Music)
- 2003 Cologne (w/ Bill Dobbins and John Goldsby) (Fuzzy Music)
- 2005 The Lounge Art Ensemble: Music for Moderns (Fuzzy Music)

### As sideman
- 1972 Stan Kenton: National Anthems of the World
- 1974 Stan Kenton: Fire, Fury, and Fun
- 1977 Maynard Ferguson: Conquistador
- 1978 Weather Report: Mr. Gone
- 1979 Weather Report: 8:30
- 1979 Joni Mitchell: Mingus
- 1979 Joe Farrell: Sonic Text
- 1979 Bobby Hutcherson: Un Poco Loco
- 1980 Weather Report: Night Passage
- 1981 Jaco Pastorius: The Birthday Concert
- 1982 Weather Report: Weather Report
- 1983 Steps Ahead: Steps Ahead
- 1983 Warren Bernhardt Trio: Warren Bernhardt Trio
- 1984 Steps Ahead: Modern Times
- 1985 Marc Johnson: Bass Desires
- 1985 John Abercrombie: Current Events
- 1987 Marc Johnson's Bass Desires: Second Sight
- 1987 John Abercrombie: Getting There
- 1988 John Abercrombie/Marc Johnson/Peter Erskine: John Abercrombie, Marc Johnson & Peter Erskine
- 1989 Christof Lauer: Christof Lauer
- 1989 Gary Burton: Reunion
- 1990 Kenny Wheeler: Music for Large and Small Ensembles
- 1990 Vince Mendoza: Start Here
- 1990 Don Grolnick: Weaver of Dreams
- 1991 Manhattan Jazz Quintet: Funky Strut
- 1991 Jan Garbarek: Star
- 1992 Eddie Daniels w/Gary Burton: Benny Rides Again
- 1992 Mendoza/Mardin Project: Jazzpaña
- 1992 Ralph Towner: Open Letter
- 1993 Vince Mendoza: Sketches
- 1994 Al Di Meola: Orange and Blue
- 1994 Mike Mainieri: American Diary
- 1994 Christoph Stiefel: Ancient Longing
- 1995 Steely Dan: Alive in America
- 1996 Nguyên Lê: Miracles
- 1997 Alessandro Galati: Jason Salad!
- 1998 Bob Mintzer Quartet: Quality Time
- 1998 Al Di Meola: The Infinite Desire
- 1999 Marty Ehrlich/Michael Formanek/Peter Erskine: Relativity
- 2000 John Abercrombie: The Hudson Project
- 2002 Diana Krall: The Look of Love
- 2003 Rolf Kühn Internal Eyes
- 2003 Gordon Goodwin's Big Phat Band XXL
- 2004 Peter Erskine/Nguyên Lê/Michel Benita: E L B
- 2004 Mark-Anthony Turnage/John Scofield: Scorched
- 2004 Diana Krall: The Girl in the Other Room
- 2004 Pino Daniele Passi d'autore
- 2005 Kate Bush: Aerial
- 2005 Randy Brecker/Michael Brecker & the WDR Big Band: Some Skunk Funk
- 2005 Joe Zawinul: Weather Update
- 2007 Thomas Quasthoff: Watch What Happens
- 2008 Peter Erskine/Nguyên Lê/Michel Benita: E L B - Dream Flight
- 2010 Giorgio: Party of the Century

## Könyvei
- Time Awareness
- The Erskine Method for Drumset
- My Book
- The Drum Perspective
- Drum Concepts and Techniques